# Hondarribi zuri
Hondarribi zuri est une variété de vigne (Vitis vinifera) de couleur blanche. Autres noms sous lesquels il est connu sont : Hondarribia, Zuri, Ondarribi et Zuri. Il est originaire du Pays basque en Espagne. 

Hondarribi fait référence à la ville de Fontarrabie (Hondarribia en basque), et zuri signifie « blanc » en basque.

Il a des grappes de taille moyenne et compactes. Les baies sont de petites tailles, de manières rondes et de couleur dorée. Il produit un vin de couleur jaune pâle; il dégage des arômes des agrumes, à fruits mûrs, herbes et fleurs. C'est la base de ce qui est le Txakoli.

Selon l'Ordre APA/1819/2007, par lequel on met à jour l'annexe V, la classification des variétés de vigne, de l'arrêté royal 1472/2000, du 4 août, qui règle le potentiel de production viticole. L'hondarribi zuri est une variété recommandée pour la Communauté autonome du Pays basque et autorisée en Région de la Cantabrie et Castille et Léon. Il est fréquent utilisé dans la Dénomination d'Origine du txacoli de Getaria, et aussi présent chez le txakoli de Biscaye.